# ラリーサ・シェピチコ
ラリーサ・エフィモヴナ・シェピチコ（ロシア語: Лари́са Ефи́мовна Шепи́тько, ラテン文字転写: Larisa Efimovna Shepit'ko, 1938年1月6日 - 1979年6月2日）は、ソビエト連邦の映画監督、脚本家。

## 略歴
全ソ国立映画大学で映画を学び、大学ではオレクサンドル・ドヴジェンコに付いて、ドヴジェンコが亡くなる1956年までの18か月間師事した。1977年、自身が監督をつとめた戦争ドラマ映画『処刑の丘』が、第27回ベルリン国際映画祭で金熊賞を受賞する。当作は2022年に英国映画協会が10年ぶりに発表した「史上最高の映画ベスト100」の128位にも選出され、日本でも1979年に上映されて以降、複数の特集上映を重ね、2023年8月31日に発売・2KレストアされたBlu-rayとして初めてソフト化されたりと、近年でも再注目が高まっている。『処刑の丘』から間もない1979年、ヴァレンチン・ラスプーチンの小説『マチョーラとの別れ』を映画化するロケハンのため訪れていたカリーニン州で、自動車事故により死去。同作はその後、夫であり映画監督であるエレム・クリモフが映画『別れ』として完成させた。

## フィルモグラフィ
- 『処刑の丘』 - Восхождение （1976年、監督・脚本、金熊賞受賞）
- 『別れ』 - Проща́ние （1981年、脚本）